# Anthrenus qinlingensis
Anthrenus qinlingensis is een keversoort uit de familie spektorren (Dermestidae). De wetenschappelijke naam van de soort werd in 2004 gepubliceerd door Háva.